# Bodrež, Šmarje pri Jelšah
Bodrež je naselje v Občini Šmarje pri Jelšah.